# Stadt Rottenmann
Stadt Rottenmann, auch nur Rottenmann, ist der Hauptort der österreichischen Stadtgemeinde Rottenmann und zählt 2042 Einwohner (1. Jänner 2024). Der Ort befindet sich auf einer Seehöhe von 681 m ü. A. Im Zentrum des Ortes befindet sich die Rottenmanner Altstadt.

## Geschichte

### 10. bis 15. Jahrhundert
Das ursprüngliche Rottenmann befand sich rund einen Kilometer weiter östlich im heutigen Ortsteil St. Georgen. Da dort auf Grund der geologischen Gegebenheiten (starke Versumpfung) eine weitere Ausdehnung der Siedlung nicht möglich war, wurde der heutige Ort von einem deutschen Städtebauer auf den Schuttabhängen des im Süden der Stadt gelegenen Hausberges „Stein am Mandl“ geplant.
Zum Schutze der Handelskaufleute, welche die stark frequentierte Salz- und Handelsstraße – früher Römerstraße – befuhren, wurde spätestens zu Anfang des 12. Jahrhunderts die Burg Rottenmann erbaut und mit Mauern und Gräben umgeben. Daraus entwickelte sich über die Jahre das heutige Rottenmann mit einer breiten Marktstraße (Marktplatz), von der rechtwinkelig schmale Gassen abzweigen.
Um 1266 wird die Stadtpfarrkirche St. Nikolaus zum ersten Mal erwähnt. Bis dahin nur als Filialkirche von Lassing. Am 25. Oktober 1279 hielt sich König Rudolf von Habsburg zum ersten Mal in Rottenmann auf und dürfte bei seinem Besuch die Stadterhebung durchgeführt haben, da ja in den Folgejahren Rottenmann in verschiedenen Urkunden immer wieder als Stadt bezeichnet wurde. Damit ist Rottenmann eine der ältesten Städte Österreichs. 1296 ist die älteste Nennung eines Stadtrichters vermerkt.
Nachdem Rottenmann schon im Jahre 1251 von salzburgischen Truppen besetzt worden war, passierte dies nochmals 1292, als sich der steirische Adelsbund – mit Salzburg und Bayern verbündet – gegen Herzog Albrecht I. empörte. Bald darauf – 1320 – wurde für die dem Landesfürsten bewiesene Treue das Stadtrecht bestätigt und gleichzeitig erhielt Rottenmann auch überaus wichtige und einträgliche Handels-, Markt- und Gerichtsfreiheiten; besonders das Recht der Eisen- und Salzniederlage und die hohen Einkünfte aus den nahen Silbergruben von Oppenberg und am Dietmannsberg machten die Rottenmanner Bürger rasch wohlhabend.

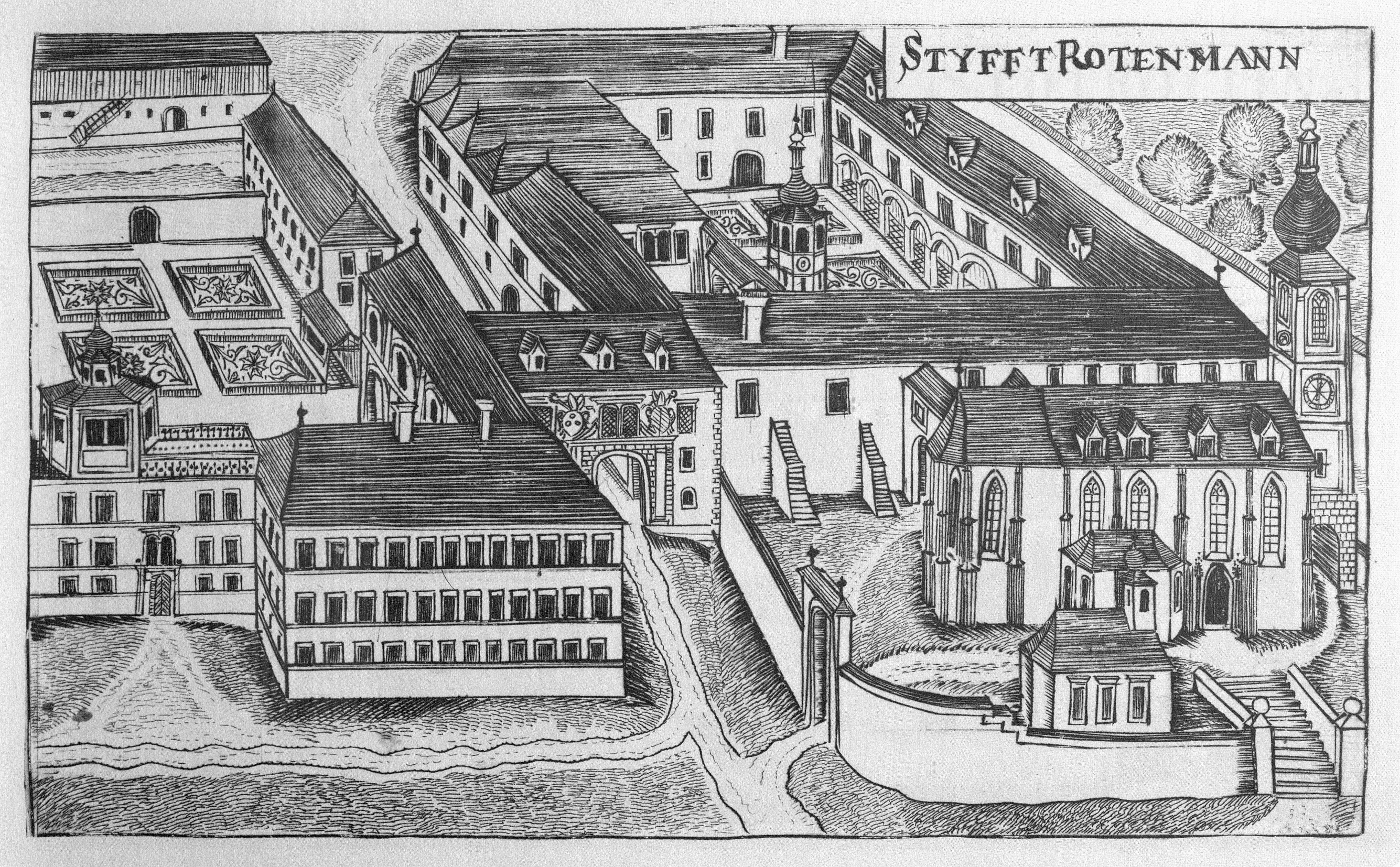
Stift Rottenmann,
Kupferstich M. Vischer um 1680

Im Jahre 1453 stiftete der Rottenmanner Bürger Wolfgang Dietz Geld für die Errichtung eines Klosters, nach Genehmigung durch Papst Calixt III. wurden Augustiner-Chorherren aus Wien nach Rottenmann gerufen. Dem Stift war jedoch keine wirklich große Zukunft beschert, vor allem in der Reformationszeit hatte es schwer zu leiden. Kaiser Joseph II. hob das Stift schließlich 1785 auf. Die Stiftsherrschaft Rottenmann wurde später von den Eisengewerken Pesendorfer erworben, später durch Max Ritter von Gutmann, dessen Erben sie im Zuge des Anschlusses Österreichs an das Deutsche Reich an den Industriellen Flick weiterveräußerte.

### 16. bis 18. Jahrhundert
Das 16. Jahrhundert war geprägt von der Ausbreitung des Luthertums und den daraus resultierenden Auseinandersetzungen und Unruhen. Die Freiherren Hoffmann erwiesen sich als maßgebliche Förderer des neuen Glaubens und beherrschten bald das gesamte Paltental und Gebiete darüber hinaus. Im Zuge der nachfolgenden Gegenreformation wurde über Anweisung des Landesfürsten am 15. November 1599 eine Reformkommission nach Rottenmann entsandt – zwei Tage später war die erst vor 20 Jahren erbaute evangelische Salvatorkirche in Schutt und Asche gelegt. Durch die Abwanderung lutherisch gesinnter zählte Rottenmann im Jahr 1612 nur mehr 116 Bürger, wobei man in dieser Zeit nur jene Bewohner als Bürger bezeichnete, die innerhalb der Stadtmauern einen Hausbesitz nachweisen konnten.

### 19. Jahrhundert

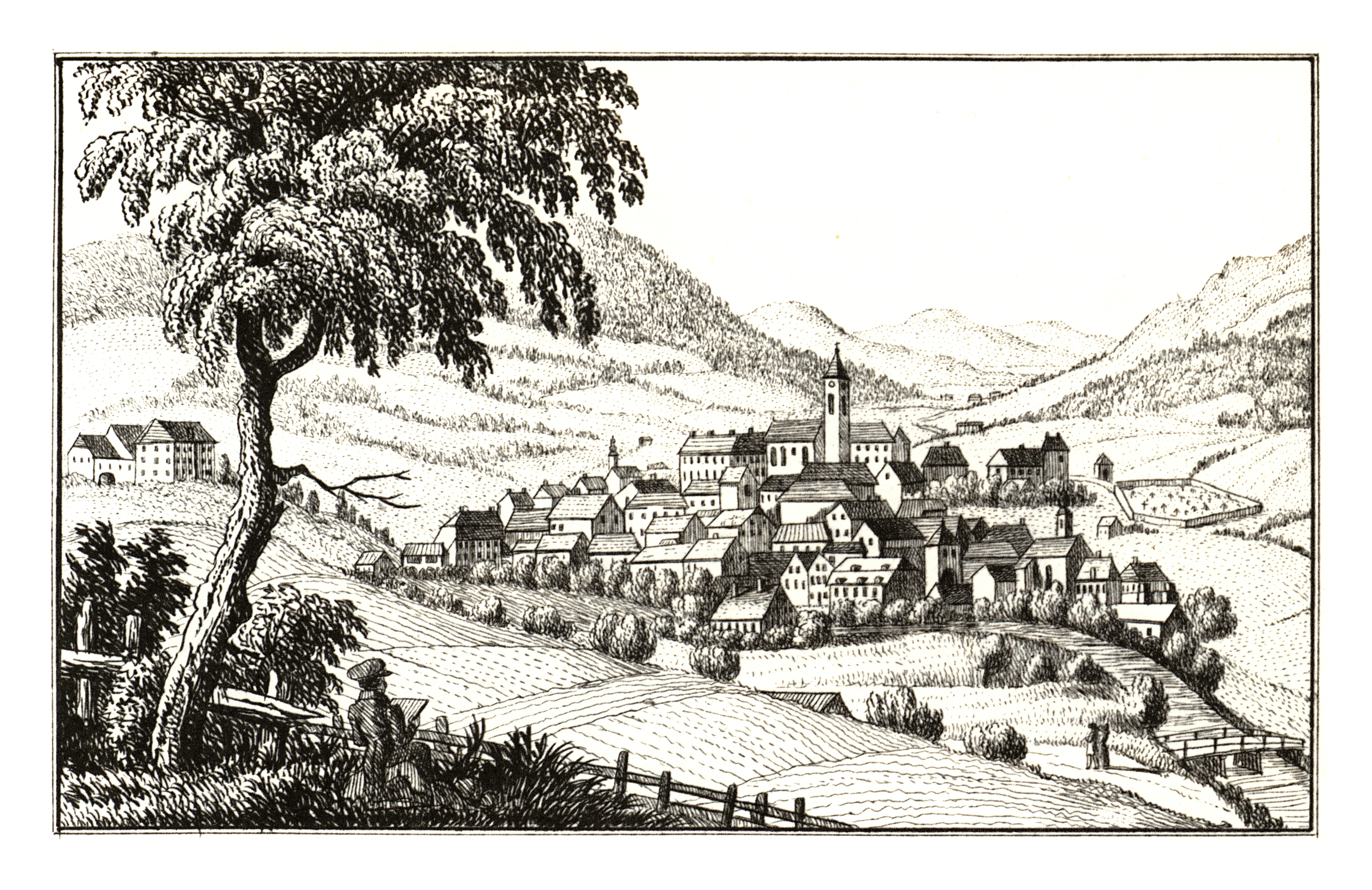
Rottenmann, S. Kölbl, lith. 1830

Nach der zweimaligen Besetzung der Stadt durch französische Truppen, die zu Hungersnöten und katastrophalen Zuständen führten, trat durch die Übernahme der Eisenverarbeitung durch Josef Pesendorfer im Jahre 1815 eine Besserung ein.
1892 übernahmen die Gebrüder Lapp die Eisenwerke in Rottenmann und modernisierten den Betrieb. Nach dem Zweiten Weltkrieg wurde das Werk als Paltenstahlwerk Rottenmann weitergeführt und schließlich vom deutschen Industriellen Bauknecht gekauft. Heute werden in Rottenmann Kühlgeräte durch die AHT gefertigt.
Seit 1849 gibt es, nachdem Rottenmann durch Jahrhunderte eine eigene Gerichtsbarkeit hatte, das Bezirksgericht.

### 20. und 21. Jahrhundert
Seit dem Jahr 2000 befindet sich hier mit dem Universitätszentrum Rottenmann eine Außenstelle der TU Graz und der Johannes-Kepler-Universität in Linz.

## Sehenswürdigkeiten
Die Altstadt von Rottenmann wird umringt von einer Stadtmauer, von welcher noch die nördliche, westliche und östliche Seite in geringerem Ausbau der Höhe und Stärke erhalten sind.
Am nördlichen Teil befindet sich das Alte Burgtor, ein ca. acht Meter hoher Turm mit einem zweieinhalb Meter hohem runden Tor. Innerhalb der Stadtmauer befindet sich das Schloss, in welchem früher ein Augustiner Chorherrenstift untergebracht war (Stift Rottenmann). Heute ist dort die Caritas Lehranstalt für Sozialberufe untergebracht.
Am westlichen Ende des Schlosses ist die Stadtpfarrkirche St. Nikolaus mit dem lange Zeit höchsten Kirchturm der Steiermark, heute ist er der zweithöchste. Die Kirche ist der Hauptsitz des Pfarrverbandes Rottenmann-Oppenberg-Selzthal. Errichtet wurde die erste Kirche in der ersten Hälfte des 13. Jahrhunderts durch die Stadt, finanziert aus den Einnahmen der Straßenmaut. Zu dieser Zeit noch als Filialkirche von Lassing genannt.
1439 wurde durch den Rottenmanner Bürger Wolfgang Dietz „viel Geld“ für einen Neubau der Kirche gespendet. 1480 wurde St. Nikolaus Propsteikirche des neu gestifteten Augustiner-Chorherren-Stiftes. Die heute Kirche wurde vom Kirchenbaumeister Christoff Marl gebaut. Die ältesten Fresken in der Pfarrkirche stammen aus den Jahren 1509–1513. Alle Fresken wurden spätestens bei der Renovierung 1884 (Jahreszahl auf der Kanzel) übertüncht, bei der Renovierung 1953 wieder frei gelegt. Wie viele Kirchen des Enns- und Paltentales weihte der Chiemseer Bischof Berthold Pürstinger als Suffraganbischof für die Erzdiözese Salzburg tätig – am 12. Juni 1513 im Chorraum vier Altäre. Alle diese Altäre wurden in der Barockzeit durch zeitgenössische ersetzt.

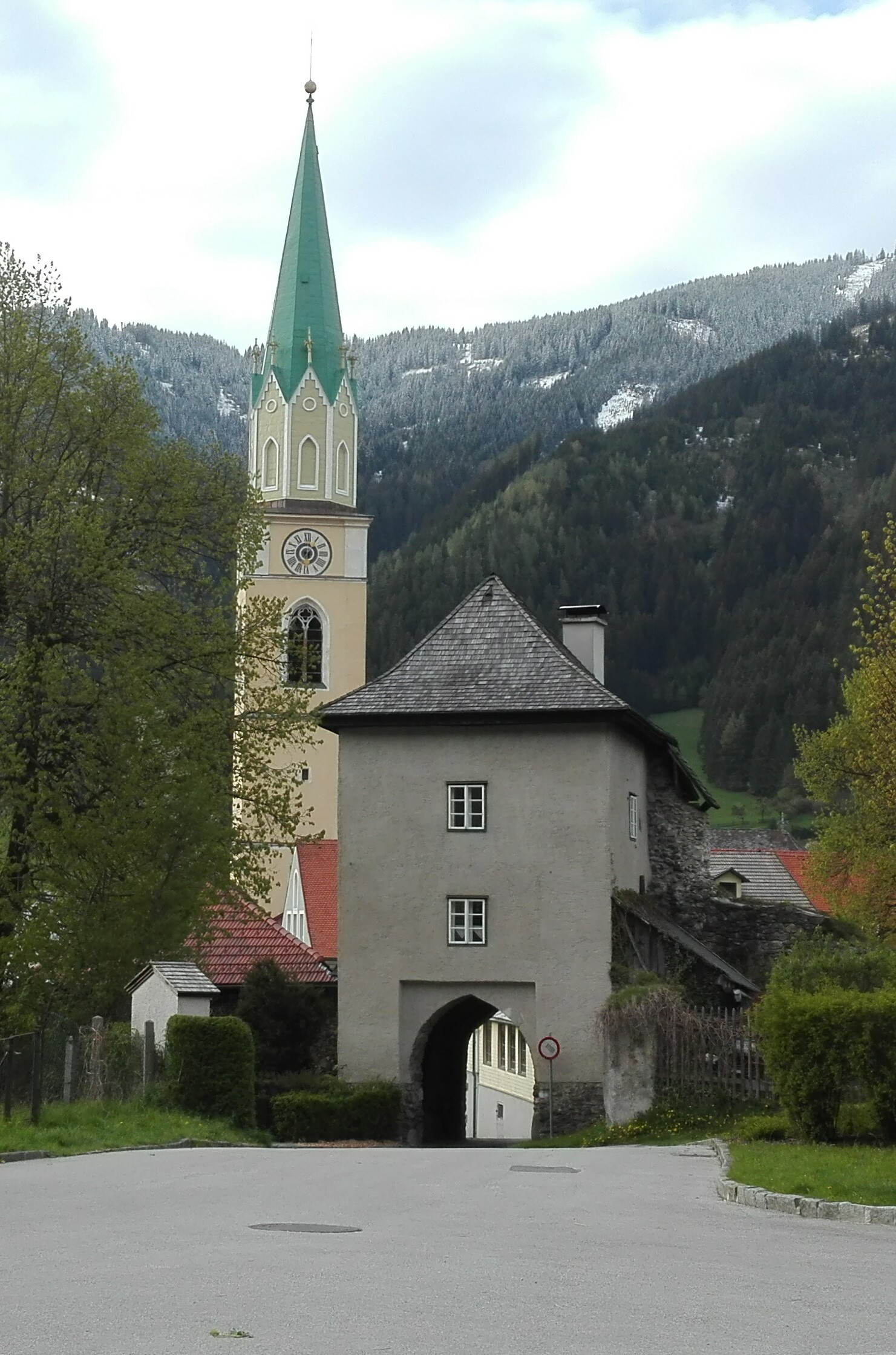
Das Burgtor mit der Kirche im Hintergrund

Westlich der Kirche, an der Hauptstraße, steht die Bürgerspitalskirche Maria am Rain, erbaut zum 1536 von Johann Christoph von Rappach gestifteten Bürgerspital in der sogenannten „Salzburger Vorstadt“ und Ende des 19. Jahrhunderts mit einem neogotischen Turmhelm versehen.

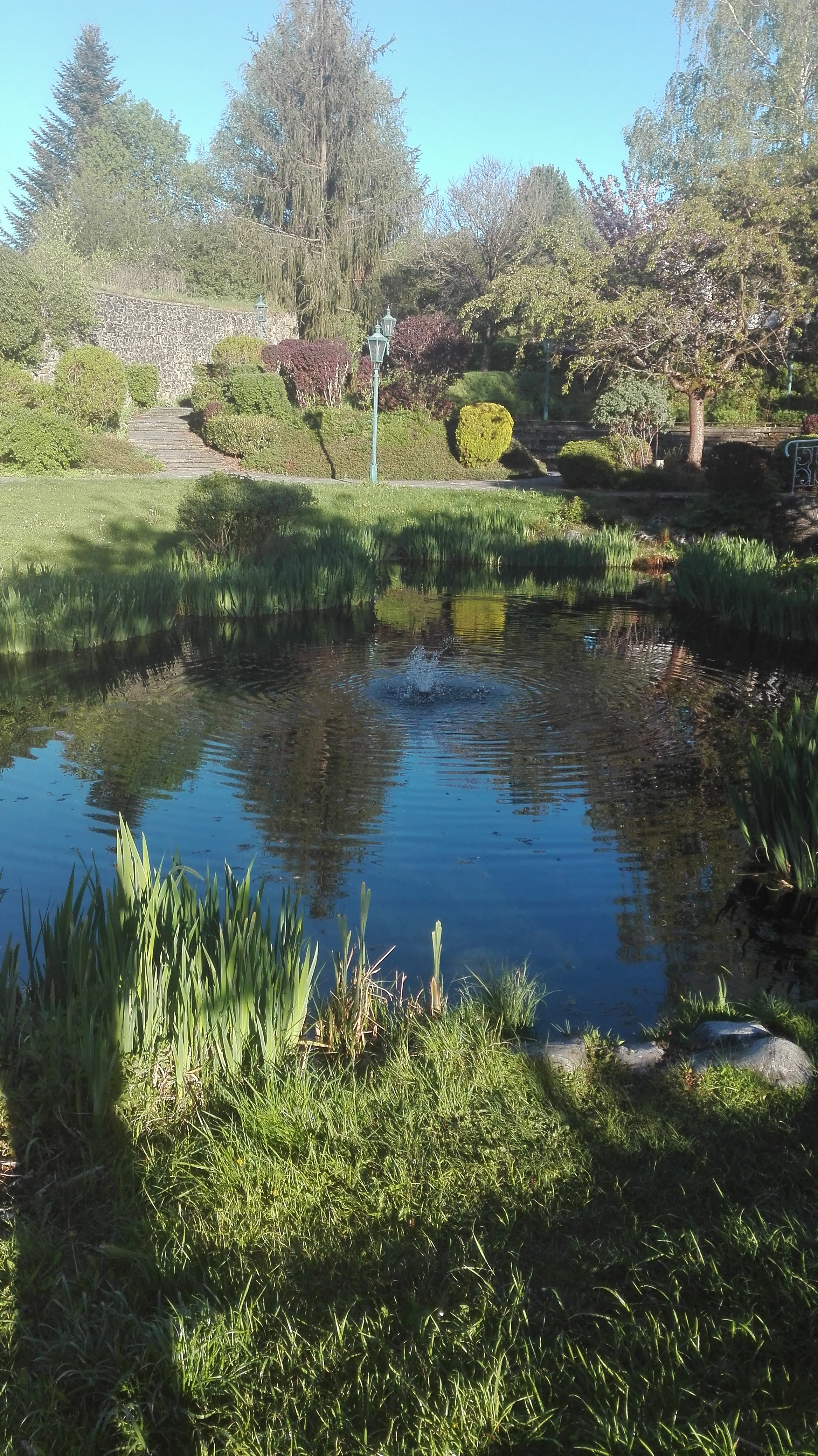
Der Teich im Stadtpark

## Geographie
Die Altstadt wird eingebettet von den Bergen der Rottenmanner Tauern. Durchflossen wird die Stadt von der in Wald am Schoberpaß entspringenden Palten.

### KG Stadt Rottenmann
Die gesamte Katastralgemeinde Stadt Rottenmann erstreckt sich über eine Fläche von ca. 80 km² und umfasst 7 weitere Ortschaften: Boder, Bruckmühl, Klamm, St. Georgen, Strechau, Strechen und Villmannsdorf.